# 奥尔伯恩豪
奥尔伯恩豪（德語：Olbernhau，發音：[ˈɔlbɐnhaʊ] ⓘ）是德国萨克森州厄尔士山县的城市，面积125.36平方千米，2023年12月31日人口为10,307人。2017年1月1日，市镇普法夫罗达并入奥尔伯恩豪。

## 友好城市
- 德国 施塔特贝根（1989年）
- 捷克 利特维诺夫（1992年）
- 法國 布里孔特罗贝尔（1992年）

原普法夫罗达市镇的友好城市
- 德国 屈萨贝格（2003年）
- 德国 格拉芬豪森（2004年）
- 波蘭 门钦卡市镇（英语：Gmina Męcinka）（2007年）